# Сюзі Солідор
Сюзанн Марі Луїза Маріон (Suzanne Marie Louise Marion), відома як Сюзі Солідор (фр. Suzy Solidor 18 грудня 1900, Сен-Серван-сюр-Мер — 31 березня 1983, Ніцца) — французька співачка, акторка, модель, письменниця.

## Життєпис
Сюзанн Марі Луїза Маріон була позашлюбною дочкою адвоката і депутата міста Сен-Мало Робера-Анрі Сюркуфа (1868—1944), нащадка легендарного корсара початку XIX ст. Робера Сюркуфа; про своє піратське походження співачка згодом охоче розповідала.
У 1907 році її мати одружилася з Еженом Прюданом Роше, який удочерив Сюзанну і дав їй своє прізвище. Сценічне прізвище Солідор Сюзанна Роше взяла за назвою кварталу Сен-Серване, де якийсь час жила її сім'я.

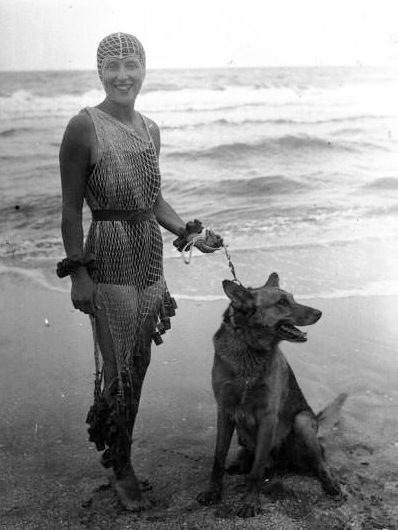
Сюзі Солідор на пляжі Довіль, 1929

Після Першої світової війни оселилася в Парижі, була моделлю у Жанни Ланвен, співала в кабаре. До цього часу належить її роман з відомою збирачкою антикваріату Івонною де Бремон д'Ар (1894—1976), з льотчиком Жаном Мермозом (1901—1936) та іншими.
З 1933 по 1946 рік виступала у відкритому нею кабаре Паризьке життя (фр. La Vie Parisienne) на вулиці Св. Анни (I округ столиці). В період окупації кабаре відвідували німецькі офіцери. Сюзі Солідор стала виконувати для них, першою у Франції, дуже популярну у той час пісню Лілі Марлен, за що після звільнення була заарештована у вересні 1944 року. Її помістили під варту у табір Дрансі, після чого за співпрацю з ворогом на 5 років заборонили виступати перед публікою.
У 1952 Солідор відкрила кафе «У Сюзі Солідор» на вулиці Бальзака (VIII округ). На початку 1960-х перебралася в містечко Кань-сюр-Мер (Приморські Альпи), де завела антикварну крамницю і кабаре, в якому співала до 1967 року.

## Особисте життя
Не була у шлюбі, відкрита лесбійка.

## Модель
Одна з яскравих символічних фігур Парижа 1920-1930-х років, Сюзі Солідор стала моделлю для багатьох художників і скульпторів: її називали найбільш портретованою жінкою всіх часів. Її писали, ліпили, фотографували Жорж Брак, Френсіс Бекон, Вламінк, Кес ван Донген, Рауль Дюфі, Кіслінг, Жан Кокто, Тамара Лемпицька, Марі Лорансен, Франсіс Пікабіа, Пабло Пікассо, Ман Рей, Цуґухару Фудзіта і багато інших.
У 1973 році Солідор подарувала місту Кань-сюр-Мер 40 своїх портретів, вони перебувають тепер у місцевому музеї-замку Грімальді.

## Книги, театр, кіно
Сюзі Солідор написала в 1930-1940-х роках кілька романів. Знімалася у фільмах Жана де Лімюра (Вільна жінка, 1936, за однойменним романом Віктора Маргеріта, з участю Арлетті, Едіт Піаф і Марі Белл), Жана Епштейна (Жінка з краю світу, 1937) та ін, грала в Тригрошовій опері Брехта (театр де л'Етуаль).

## Визнання
- Про неї знято документальний фільм Алена Галле Дивна доля Сюзі Солідор.
- Диски з її піснями продовжують перевидаватися досі.

## Репертуар
- Dans un port (Suzy Solidor)
- C'est à Hambourg
- Je t'espère
- La Fille des bars
- Ohé capitaine
- La Brume sur le quai
- Le Matelot de Bordeaux
- Une fille dans chaque port
- Le Bateau espagnol (Лео Ферре[fr]
- Tout comme un homme
- Comme une feuille au vent
- Obsession, 1933 (Едмонд Гаракур[fr] — Лоран Руальтен)
- La Belle Croisière, 1934
- Une femme, 1934
- Ouvre, 1934 (Едмонд Гаракур — Лоран Руальтен)
- La Maison des marins, 1934
- Les Filles de Saint-Malo, 1934
- La Fille des bars, 1934
- La Belle Escale, 1935
- Le Doux Caboulot, 1935
- Si l'on gardait, 1935
- La Belle d'Ouessant, 1935
- Mon légionnaire, 1936
- Sous tes doigts, 1936
- La Tonnelle des amoureux, 1936
- Hawaï nous appelle, 1936
- La Java du clair de lune, 1936
- La Chanson de la belle pirate, 1936
- Nuit tropicale, 1937
- Mon secret, 1938
- Johnny Palmer, 1938
- Si j'étais une cigarette, 1938
- Escale, 1938
- La danseuse est créole, 1938 (Жак Планте[fr] — Louiguy[fr]
- On danse sur le port, 1939
- J'écrirai, 1939 (Suzy Solidor)
- Mon cœur est triste sans amour, 1940
- Je ne veux qu'une nuit, 1941
- Lily Marlène, 1942
- La Jolie Julie, 1942
- À quoi songes-tu ?, 1943
- Le Soldat de marine, 1943
- Trois lettres de toi, 1943
- Le Petit Rat, 1947
- Un air d'accordéon, 1947
- Un refrain chantait, 1947
- Amours banales, 1947
- L'amour commande, 1948
- Saïgon, 1948
- Congo, 1948
- Nature boy, 1948
- L'Inconnue de Londres, 1948 (Лео Ферре)
- Soir de septembre, 1948
- J'aime l'accordéon, 1949
- Casablanca, 1949
- Valsez, Laurence, 1950
- La Foule, 1951
- Brasileira, 1951
- Judas, 1952
- La Brume, 1952
- Danse de la corde, 1952
- La Dame qui chante, 1952
- Si le Rhône rencontrait la Seine, 1952
- Amor y mas amor, 1952